# Sawwa Iwanowitsch Tschewakinski

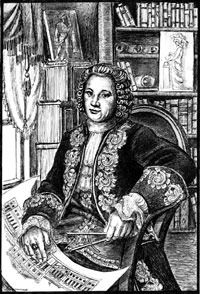
Sawwa Iwanowitsch Tschewakinski

Sawwa Iwanowitsch Tschewakinski (russisch Са́вва Ива́нович Чева́кинский; * 1713 im Dorf Weschki bei Torschok; † 1779 in St. Petersburg) war ein russischer Architekt.

## Leben
Tschewakinski, Sohn einer Adelsfamilie, wurde 1729 in die St. Petersburger Marine-Akademie aufgenommen. 1734 verließ er die Akademie und trat in das Ismailowski Leibgarde-Regiment ein. Allerdings wurde er auf Anordnung des Admiralitätskollegiums wegen eigenmächtigen Verlassens der Akademie aus dem Regiment ausgeschlossen. Darauf begann er eine Lehre bei dem Architekten Iwan Korobow, bei dem er 7 Jahre blieb. In eigener Verantwortung baute er ein Haus an der St. Petersburger Galerna-Straße 58.
1739 begann Tschewakinski als selbständiger Architekt zu arbeiten. 1741 wurde er Chefarchitekt des Admiralitätskollegiums. 1745–1760 war er Architekt in Zarskoje Selo und leitete dort die Arbeiten zur Restaurierung des Schlosspark-Ensembles. Er baute die Schlosskirche und den großen Saal, die zugehörigen Galerien mit dem zentralen Teil des Schlosses, den nicht erhaltenen Jagd-Pavillon Mon Bijou und Häuser für das Dienstpersonal. Am Eremitage-Pavillon war er beteiligt. In dieser Zeit lernte er von Francesco Rastrelli, der auch in Zarskoje Selo arbeitete.
Als Marine-Chefarchitekt baute Tschewakinski Lagerhallen für Schiffbauholz auf der St. Petersburger Insel Neu-Holland und erstellte den Bebauungsplan für Kronstadt. In St. Petersburg baute er 1753–1762 die Nikolaus-Marine-Kathedrale und 1756–1758 den separaten gestuften Glockenturm. Für Graf Iwan Schuwalow baute er 1749–1756 ein prächtiges Adelspalais, und zusammen mit Fjodor Argunow baute er für Graf Pjotr Scheremetew 1750–1755 das St. Petersburger Scheremetew-Palais an der Fontanka. Das für Graf Pjotr Scheremetew gebaute Haus an der Millionnaja-Straße ist nicht erhalten.

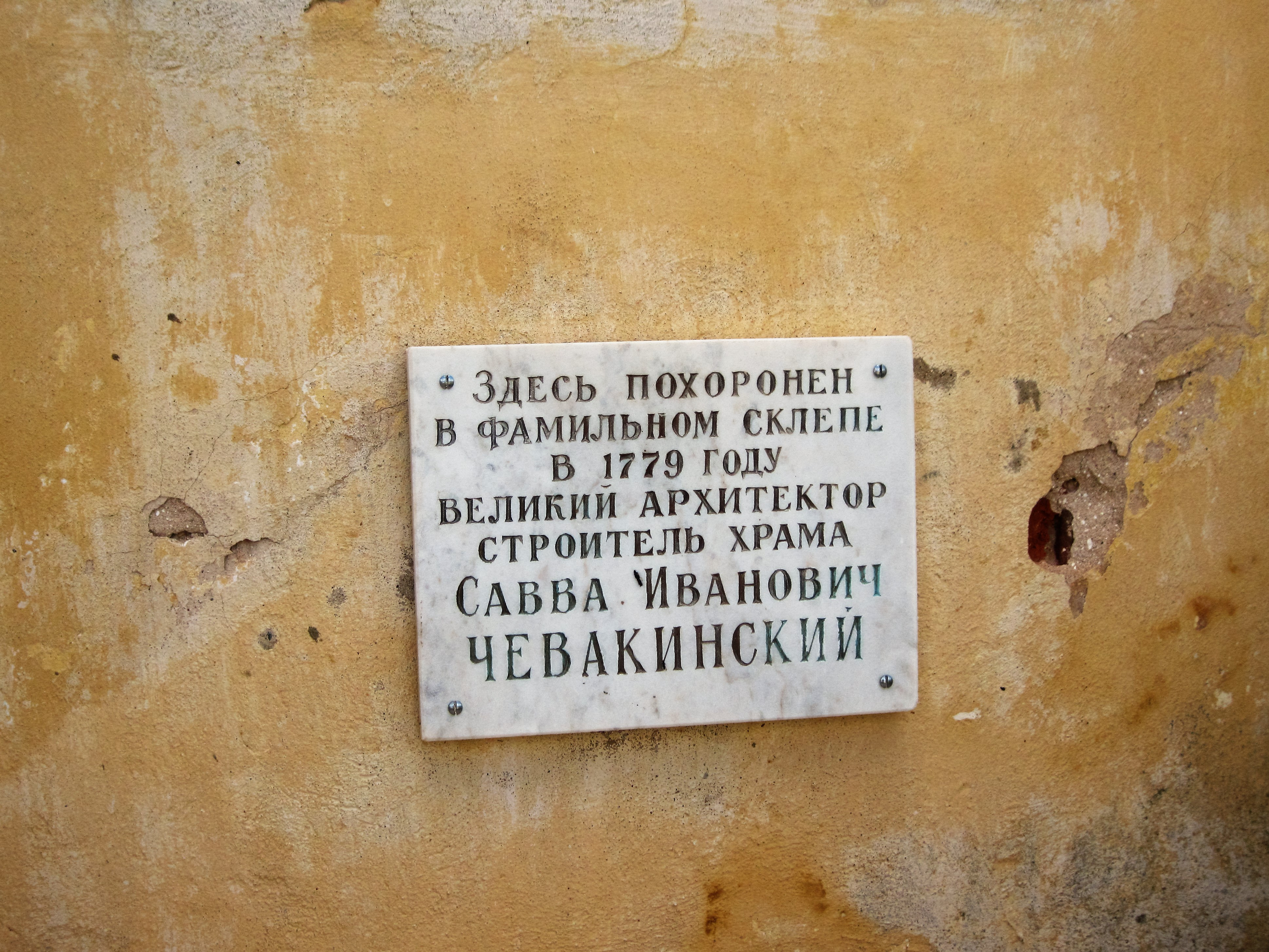
Gedenktafel für Sawwa Iwanowitsch Tschewakinski an der Kirche der Smolensker Ikone der Gottesmutter in Wydropuschsk

1755–1758 war Tschewakinski auch Architekt der St. Petersburger Akademie der Wissenschaften. Bei ihm studierten Wassili Baschenow und Iwan Starow. Tschewakinski restaurierte den durch einen Brand beschädigten Turm der St. Petersburger Kunstkammer. Neben den großen Bauten in St. Petersburg und Zarskoje Selo baute er 1764–1767 auch Kirchen in der Provinz, so die Kirche auf dem Landsitz der Trubezkoi in Dylizy (Tillitsa) im Gattschinski rajon und die Erzengel-Michael-Kirche des Kaiserlichen Hofes im Dorf Chotilow bei Bologoje, die inzwischen verfallen sind.
1767 bei Beginn der Epoche des Klassizismus in Russland verabschiedete sich Tschewakinski in den Ruhestand und ließ sich auf seinem Landsitz nieder. Er fand sein Grab in Wydropuschsk bei Spirowo in der Familiengruft neben der Kirche der Smolensker Ikone der Gottesmutter, die er selbst gebaut hatte.